# Casimir Otto Katz
Casimir Otto Samuel Katz (* 16. Juli 1856 in Gernsbach; † 1919 ebenda) setzte die Tradition der in der badischen Holzverarbeitung tätigen Familiendynastie Katz fort und war ein Pionier der industriellen Bierdeckelherstellung.

## Leben

### Herkunft
Casimir kam als drittes Kind des Holzindustriellen Casimir Rudolf Katz und seiner Ehefrau Jenny geb. Michaud (aus Vevey im französischsprachigen Teil der Schweiz) im badischen Gernsbach zur Welt. Seine Mutter starb bereits 1859 an Tuberkulose. Der Dreijährige kam daraufhin zu seinen Tanten nach Basel, die französisch mit ihm sprachen. Deutsch lernte er erst mit zehn Jahren. Später wurde er in eine Spezialklasse eines Karlsruher Gymnasiums für ausgesuchte adlige und bürgerliche Kinder aufgenommen, gemeinsam mit dem späteren Großherzog Friedrich II., mit dem ihn auch später eine Freundschaft verband. Nach dem Abitur führte ihn eine ausgedehnte Reise nach Skandinavien, um dort das Holzgeschäft vor Ort kennenzulernen. Es folgte eine kaufmännische Ausbildung in Basel und den Niederlanden. Sein Vater war nicht nur größter Anteilseigner der Murgschifferschaft, sondern auch einer der ersten Industriepioniere in Baden. Die von ihm mit seinem Kompagnon Gottlieb Klumpp gegründete Firma Katz & Klumpp entwickelte sich vor allem dank des Geschäfts mit imprägnierten Telegrafenmasten zu einem der bedeutendsten Unternehmen der Holzindustrie.

### Übernahme des Holzunternehmens
Beim Tod seines Vaters im Jahr 1880 war Casimir 24 Jahre alt. Er erbte lediglich ein Vierzehntel des elterlichen Vermögens. Das väterliche Unternehmen wurde liquidiert. Von dessen deutschlandweit 20 Werken musste Casimir bis auf drei Sägewerke im heimischen Murgtal alle verkaufen, um seine Stiefmutter und die sechs Geschwister auszuzahlen. 1881 heiratete er die 18-jährige Johanna Kast (* 1863, † 1952), die aus einer alteingesessenen Gernsbacher Schifferfamilie stammte. Mit Hilfe ihrer Mitgift von 50.000 Mark konnte er das Unternehmen fortführen. Erst ab den 1890ern lief das vom Vater übernommene Unternehmen Katz & Klumpp erfolgreich, nachdem imprägnierte Holzstangen zunehmend für den Ausbau des Telefonnetzes und den beginnenden Aufbau der Stromversorgung eingesetzt wurden. Katz errichtete neue Werke in Aalen, Lübeck-Schlutup und Olbersdorf und exportierte weltweit.

### Bierdeckelherstellung
Bereits 1882 hatte Katz mit der ersten Holzschleiferei des Murgtals in Weisenbach einen Grundstock zur Murgtäler Papierindustrie gelegt. Dort wurden zunächst Holzabfälle der Sägewerke zu Holzschliff für Papierfabriken weiterverarbeitet und ab den 1890ern auf Rundsiebmaschinen Handholzpappe produziert. Da er auch eine Brauerei in Metz besaß, kam Katz 1903 auf die Idee, Bierglasuntersetzer aus heimischem Fichtenholz in Holzschliffpappe industriell herzustellen, als Ersatz für die bisher verwendeten und als unhygienisch empfundenen Filze. Gleichzeitig entstand die Idee, die Bierdeckel zu bedrucken und als Werbeträger einzusetzen. Die Bierdeckel waren zuvor im Oktober 1892 als deutsches Patent vom sächsischen Fabrikanten Robert Sputh angemeldet worden.
1910 wurde Casimir vom Großherzog Friedrich II. von Baden zum Kommerzienrat ernannt. Mit seiner  Frau hatte er sieben Kinder und lebte erst ab 1913 in der zwischen 1797 und 1813 von seinen Vorfahren erbauten Villa Katz mit dem zugehörigen Katz’schen Garten. Katz litt an Diabetes und starb 1919. Sein Unternehmen hatte mehr als 1000 Beschäftigte und gehörte zu den größten holzbearbeitenden Betrieben Deutschlands. Heute ist das von seinen Nachfolgern geführte Unternehmen Katz Group mit einem Jahresausstoß von 3,5 Milliarden Bierdeckeln der Weltmarktführer mit einem Weltmarktanteil von etwa 75 %. Es gehört seit Oktober 2009 zur Koehler Paper Group.
Casimir Otto Katz ist Ehrenbürger von Gernsbach. Nach ihm ist dort die Casimir-Katz-Straße benannt. Sie führt von der Altstadt zum ehemaligen Krankenhaus, dessen Bau zu Beginn des 20. Jahrhunderts Katz maßgeblich finanziell unterstützte.